# Agur
Agur wird neben König Salomo und Lemuel als Urheber der im Bibelbuch Sprichwörter, einem Lehrbuch des Alten Testaments der Bibel, festgehaltenen Sprüche genannt. Auf ihn sollen die Sprüche im 30. Kapitel des Buches zurückgehen.
Agur bezeichnet sich im ersten Vers von Sprüche 30 als der Sohn des Jake. Möglicherweise lebte er in der Zeit zwischen der Herrschaft der Könige Salomo und Hiskija und stammt aus dem arabischen Stamme Massa. Nach Meinung einiger jüdischer Gelehrter wurde er Agur genannt, weil er Wissen aus der Tora sammelte (hebr. agar = „sammeln“). Agur ist nicht zu verwechseln mit dem römischen Amt des Auguren.

## Inhalt des 30. Kapitels der Sprichwörter („Worte Agurs“)
In den Versen 2 bis 6 vergleicht Agur seine eigene Weisheit mit der Weisheit Gottes und kommt zu einem vernichtenden Urteil. Freimütig gesteht er seinen Unverstand im Vergleich zur unendlichen Höhe der Weisheit Gottes. Agur zieht eine bescheidene Bilanz seines Lebens und der Suche nach Gott. Es sei ihm nicht gelungen, Weisheit oder Heiligkeit zu erlangen. Daher bittet er JHWH (Gott) in den Versen 7 bis 9 weder um Reichtum noch um Armut, damit er in seiner Sattheit die Existenz Gottes nicht in Frage stelle. Agur will damit verhindern, gegen die ersten beiden der Zehn Gebote zu verstoßen. Doch stellt er fest, dass die Worte Gottes für die Menschen, die sich in diesen Worten bergen, ein sicherer und schützender Schild sein können.
Wie in den biblischen Büchern Ijob und Jeremia werden die Wunder der Natur auch von Agur begeistert beschrieben. Er ist angetan von der instinktiven Weisheit kleiner, unscheinbarer Lebewesen wie den Ameisen, den Klippdachsen und Heuschrecken (Spr 30,26ff). Staunend verfolgt Agur die Wege des Adlers am Himmel und der Schlange auf dem Felsen. Die Ordnung Gottes Schöpfung wird als Beweis der unbegreiflichen Weisheit Gottes dargestellt, von der die Menschen nur lernen können.

## Zitate
- Zweierlei erbitte ich von dir; verweigere es mir nicht, ehe ich sterbe: Falschheit und Lügenwort entferne von mir, Armut und Reichtum gib mir nicht, speise mich mit dem mir beschiedenen Brote; damit ich nicht satt werde und dich verleugne und spreche: Wer ist Jahwe? und damit ich nicht verarme und stehle, und mich vergreife an dem Namen meines Gottes. (Spr. 30, 7-9; Elberfelder Bibel (Ausgabe 1905))
- Ein Auge, das den Vater verspottet, und verachtet, der Mutter zu gehorchen, das müssen die Raben am Bach aushacken und die jungen Adler fressen. (Spr. 30,17; Lutherbibel (Ausgabe 1912))